# Monasterio de mujeres

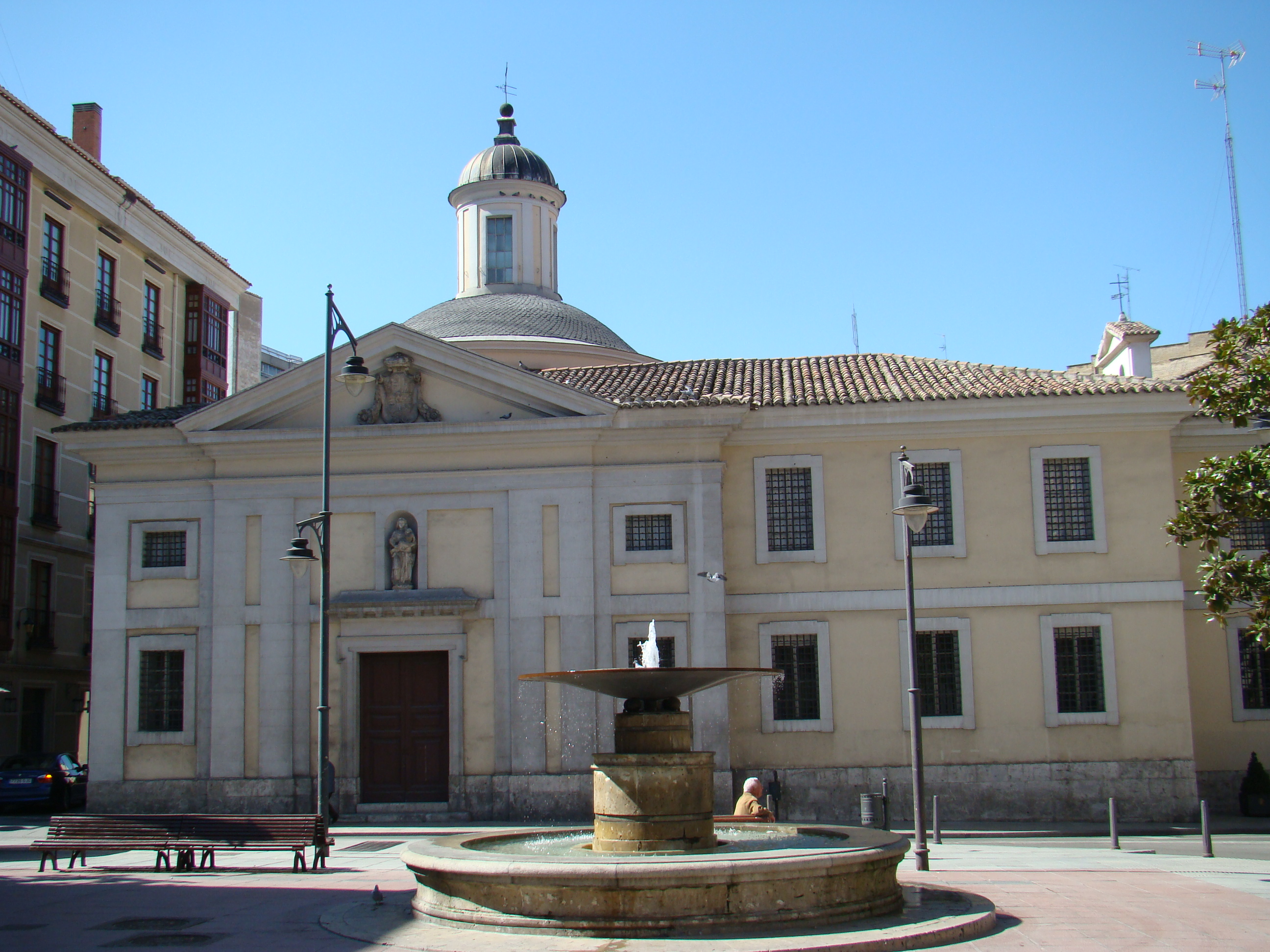
Monasterio de Santa Ana en la ciudad de Valladolid.

Un monasterio de mujeres es un complejo arquitectónico donde viven las monjas consagradas obedeciendo una regla o disciplina, a veces reglas especiales dadas exclusivamente en un determinado momento y por lo general las reglas u ordenanzas ya conocidas y observadas también por los monjes; las principales fueron las reglas de San Agustín y de San Benito en las que se fueron apoyando (con pequeños cambios a veces) todas las demás de las diversas órdenes religiosas. El monasterio de mujeres tiene también su propia estructura, sus hábitos o costumbres y sus propios cometidos religiosos.

## Los primeros monasterios cristianos de mujeres
Los monasterios cristianos de mujeres empezaron a existir casi al mismo tiempo que los de los clérigos. Comenzaron al amparo de conocidos personajes de la religión, siendo las primeras abadesas hermanas o familia de dichos religiosos, o simplemente mujeres de su confianza a las que otorgaron la dirección de algún cenobio.  Tal fue el caso de San Pacomio, que fundó ocho monasterios y quiso que dos de ellos fueran femeninos. También San Antonio Abad en el siglo IV fundó un monasterio para monjas y puso como superiora a su hermana. Y San Basilio —patriarca del monacato oriental— fundó varios monasterios para mujeres jóvenes en Capadocia (actual Turquía) y otros enclaves, multiplicándose estos cenobios, que, llegado el siglo V, algunos de ellos contaban con más de 200 monjas.

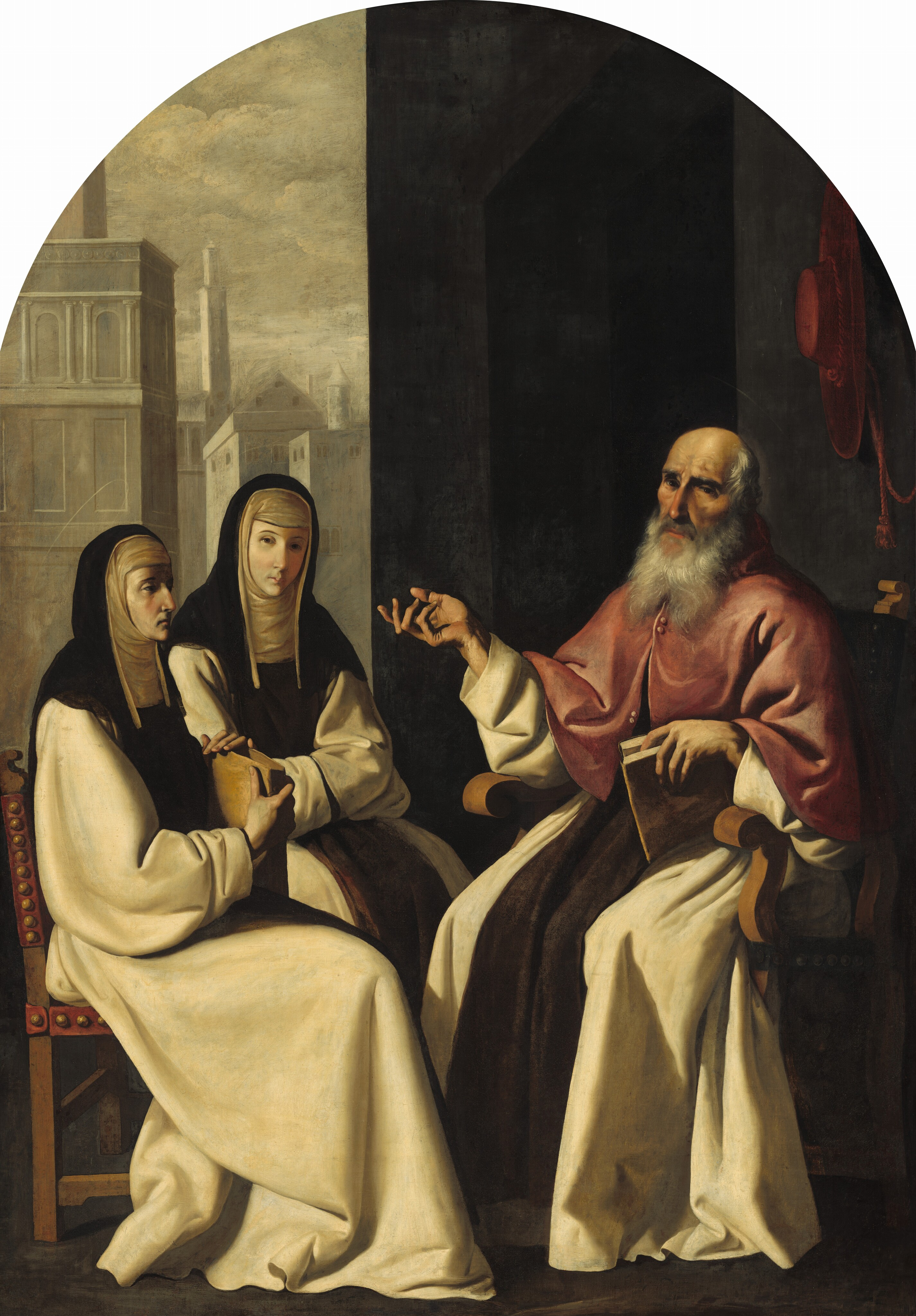
Paula y San Jerónimo, lienzo de Zurbarán

En el siglo IV, Melania la Anciana (Hispania, 343 o 349 - Jerusalén, 410) fundó un monasterio femenino cerca del Santuario de la Ascensión que llegó a tener hasta 50 vírgenes consagradas. El complejo contaba además con una hospedería para enfermos y peregrinos. Fue entonces cuando Melania tomó contacto con Egeria, la monja peregrina llegada de Hispania. En Belén la hija espiritual de San Jerónimo llamada Paula fundó dos monasterios, uno para ella y sus compañeras y otro para San Jerónimo y su comunidad. Ambos religiosos se reunían a rezar en la basílica de la Natividad.
En el monasterio creado por San Ambrosio en el siglo V se recluyó su hermana Marcelina junto con otras dos vírgenes consagradas llamadas Cándida e Indicia. El lugar fue famoso por su santidad y el mismo San Ambrosio atestigua en sus escritos que allí llegaban mujeres de lugares lejanos para recibir de sus propias manos los hábitos que entonces consistían en el velo. El velo se utilizaba desde los primeros tiempos en que las vírgenes eran consagradas, tradición que fue muy extendida desde el fin del siglo IV.

De Placentino (Piacenza en Italia) sacrandae virgines veniunt, de Bononiensi (Bolonia) veniunt, de Mauritania veniunt ut hic valentur.

Escolástica era hermana de San Benito de Nursia. Cuando Benito fundó el monasterio de Montecasino, creó cerca otro para mujeres llamado Piumarola que lo regentaría Escolástica, observando la misma regla. Los dos hermanos se reunían cada cierto tiempo al pie del monte para hablar de asuntos religiosos y para rezar juntos.

## Monasterios hispanos y monasterios dúplices
Durante los siglos VI y VII se fueron desarrollando gran cantidad de monasterios en Hispania observando las reglas que redactaban los propios monjes. San Leandro escribió una regla que dedicó también a su hermana Florentina que fundó más de 40 monasterios femeninos.
Los monasterios dúplices eran aquellos que surgieron en la Alta Edad Media en los que habitaban tanto monjes como monjas. En España fueron de una gran proliferación. Su origen está en las casas familiares cuando toda una familia tomaba la decisión de llevar una vida en clausura y formar una comunidad monacal, observando alguna de las reglas. Con el tiempo se cometieron tantos excesos que la Iglesia tuvo que redactar un texto llamado Regula Communis En esta regla reformadora había una sección que se ocupaba organizar de la distribución material de la casa: todos los espacios debían ser dobles para que la comunidad femenina estuviera separada de la masculina; sólo podían compartir la sala capitular, y dentro de ella, separados por grupos femeninos y masculinos. Los dormitorios debían estar bien alejados unos de otros. Llegó un momento en que tales conventos fueron suprimidos, pero todavía en el siglo XII, las llamadas monjas tuquinegras seguían conviviendo en sus monasterios con monjes varones que ofrecían protección; estos monjes eran conocidos como milites. Algunas iglesias pertenecientes a estos conventos se conservan todavía.

## Monasterios o conventos femeninos de distintas órdenes

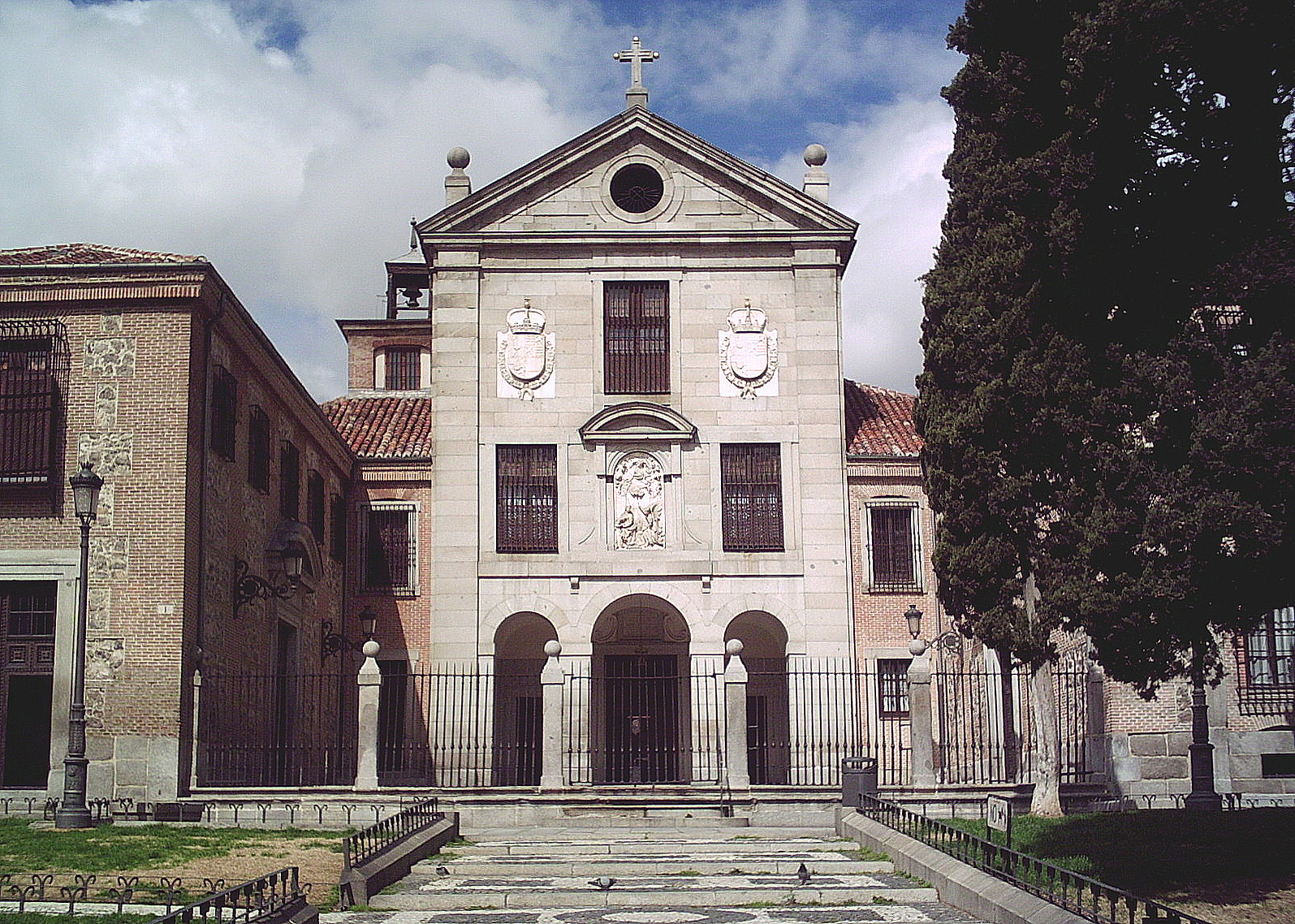
Real Monasterio de la Encarnación (Madrid)

Todas las órdenes religiosas masculinas tuvieron casi al mismo tiempo su correspondiente femenino y por lo tanto su monasterio. De la orden de San Benito surgieron las benedictinas, de la orden del Císter, monjas bernardas; también existieron desde el principio las jerónimas, las trapenses, etc.
Con la llegada de las órdenes mendicantes —llamadas también de predicadores— en los primeros años del siglo XIII, se multiplicaron los conventos o monasterios femeninos. Fueron conventos muy cercanos a la ciudad, o dentro de ella, pertenecientes a los franciscanos y a los dominicos. En el caso de la orden franciscana, las monjas dedicaron su monacato a Santa Clara y se llamaron clarisas, consagrando su vida a un monacato en clausura de cuyo edificio sólo comparten con el mundo exterior la iglesia.
Los conventos no se diferencian de los monasterios ni en tamaño ni utilidad. Los autores se sirven de las dos palabras indistintamente, aunque la idea general pueda llevar a una confusión al denominar convento a los edificios más pequeños o incluso a los edificios destinados a mujeres o también a aquellos centros que se encuentran dentro de las ciudades. Sin embargo muchos de estos centros son conocidos por las dos acepciones, como el Real Monasterio de la Encarnación o Convento de monjas agustinas recoletas en Madrid (España). Como este ejemplo hay bastantes más.
La orden de carmelitas también tuvo su correspondiente femenino gracias a la reforma y fundación que hizo Teresa de Jesús en 1562 creando el primer convento en la ciudad de Ávila.

## Tipología de los monasterios o conventos femeninos

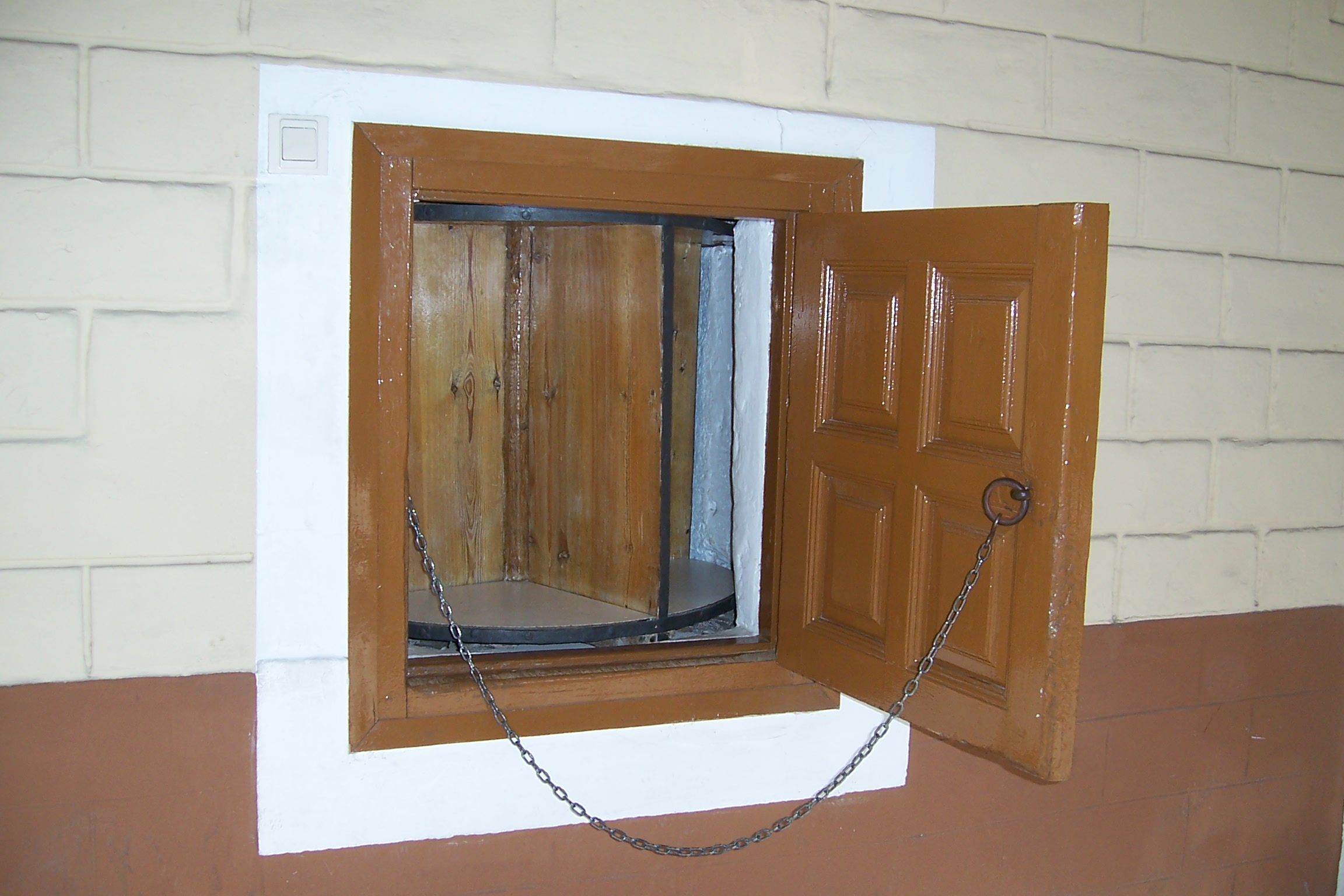
Torno del convento de Santa Catalina de Siena en la ciudad de Valladolid, España.

Los grandes monasterios femeninos no difieren casi de los masculinos. Sus dependencias son las mismas, iglesia, claustro con sala capitular, cocina y comedor, más la cilla. En general todos los conventos femeninos tenían y tienen a continuación del compás o entrada (pero fuera de la clausura) unos habitáculos que servían para realizar el sacramento de la confesión, para alguna visita privilegiada y a veces para decir misa. El visitante se sentaba en este espacio y la monja hablaba con él a través de una reja de clausura.
Hay otros elementos especiales que caracterizan estos conventos. Tal es la existencia de un torno, componente arquitectónico que pone en contacto la clausura con el exterior, sin necesidad de ver a las monjas. Los coros de las iglesias también difieren de los coros de monasterios de hombres. Generalmente la iglesia consta de un coro alto, donde acuden las monjas a sus cánticos y un coro bajo a los pies. A veces hay un coro bajo con reja para la clausura, dispuesto en un lateral del presbiterio que lleva incorporado el comulgatorio provisto de reja.

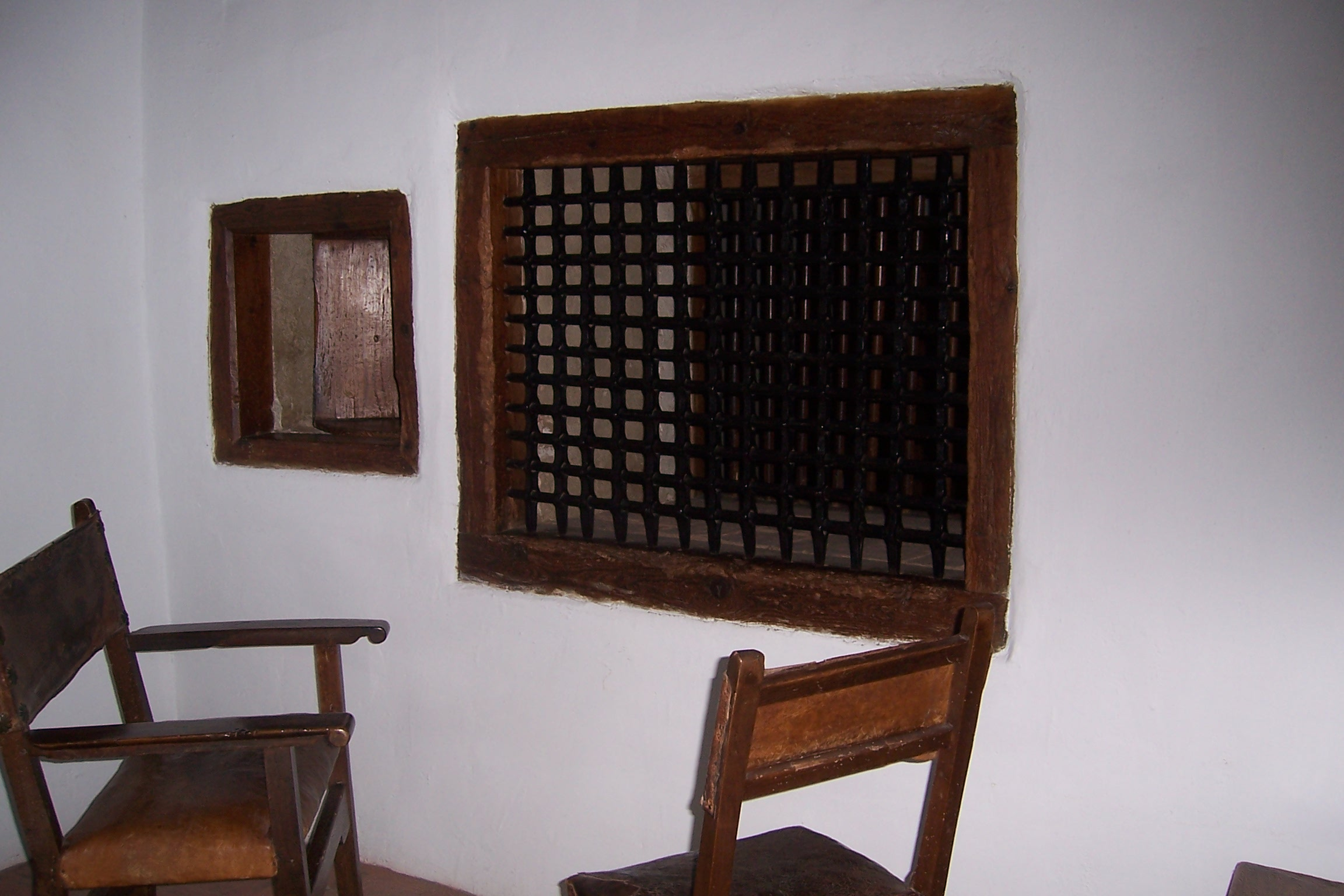
Monasterio de La Encarnación de la ciudad de Ávila, España. Pequeña celda de espera para el visitante. Tras la reja está la clusura.

También difieren en el número de capillas laterales. En los monasterios masculinos hay una gran cantidad de altares, emplazados en los laterales de la iglesia, debido a la obligación de los monjes de decir misa cada día. En los monasterios femeninos no existe esta necesidad. Bastaría con un solo altar donde el capellán del convento pueda decir su misa diaria. Por la misma razón, las sacristías son menos espaciosas porque nunca coinciden varios sacerdotes para revestirse para decir la misa.
En los últimos años del siglo XX y durante los primeros del XXI se han ido cerrando bastantes conventos de mujeres. En muchos de los casos las comunidades iban siendo cada vez menos numerosas, quedando tan solo un pequeño grupo de monjas ancianas con dificultades para la subsistencia, así que, o bien por separado o bien en conjunto, la Iglesia ha optado por integrarlas en otros monasterios con más vida.
Los monasterios subsistentes y activos, además de la vida contemplativa, se dedican a trabajos remunerados y con eso siguen adelante. Se han instalado en ellos lavanderías, talleres de costura, enseñanza y otras ocupaciones, además de seguir con la tradición de elaborar dulces, hacer bordados y zurcidos de mucha calidad. Algunas monjas cultivan un pequeño huerto y venden sus productos al público, a través del torno.